# George C. Scott
George C. Scott (Wise, Virginia, 1927. október 18. – Westlake Village, Kalifornia, 1999. szeptember 22.), Oscar-díjas, valamint kétszeres Golden Globe- és Primetime Emmy-díjas amerikai színész, filmrendező.

## Élete és színészi pályafutása

### A tanulás és a pályaválasztás évei
George C. Scott 1927. október 18-án született Virginia államban. 8 éves korában édesanyja elhunyt, és innentől fogva apja – aki végrehajtóként dolgozott – egyedül nevelte. 1945-ben Scott beállt a katonasághoz, ahol öt évet töltött el (életének ez a szakasza is inspirációt adhatott számára későbbi Patton-alakításához), majd a Missouri Egyetemre iratkozott be, és újságírást kezdett tanulni, azonban nem sokkal később már megismerkedett a színészettel, s végül ez utóbbi szakma mellett kötelezte el magát. Saját megfogalmazása szerint "első látásra összepasszoltunk, mint a zárópeckek egy páncélszekrényben."

### Színészi karrierjének kezdete

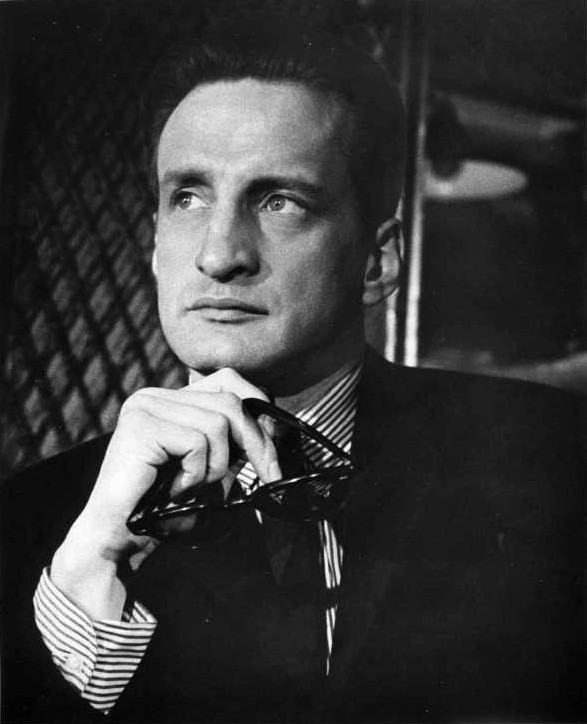
A svindler című filmben 1961-ben

Az 1950-es években George C. Scott ténylegesen megkezdte színészi karrierjét. New Yorkban III. Richárd szerepével sikeresen debütált, és a fiatal színész rögtön kritikák, ítészi vélemények kereszttüzébe került. Scott ezután a televíziózás felé orientálódott, majd 1959-ben játszott az Egy gyilkosság anatómiája című filmben James Stewart és Ben Gazzara partnereként. Annak ellenére, hogy a mozifilm számos díjat nyert, és ismert színésszé tette, sokáig változatlanul a tévés szakma foglalkoztatta: a Don Juan in Hell (1960) című tévéfilmben az Ördögöt játszotta. Nem kellett azonban sokat várni az újabb mozis felkérésre: az A svindlerben (1961) Scott már Paul Newman oldalán bizonyíthatott. Sikeres játékáért Oscar-díjra terjesztették fel, ő azonban mereven visszautasította még a nominációt is, és egy üzenetet hagyott: "Köszönöm, nem." A színész bírálta a ceremóniát, és "húspiac"-nak nevezte azt, felesleges felhajtásnak. George C. Scott és Oscar viszonya a későbbiek folyamán sem szelídült barátsággá.

### Újabb sikerek, Patton
George C. Scott ezt követően filmes karrierje csúcsára érkezett. Következett az Adrian Messenger listája (1963) című krimi, amelyben Kirk Douglas és Robert Mitchum is játszott, valamint egy-egy cameo erejéig Burt Lancaster és Frank Sinatra is feltűnt a John Huston által rendezett krimiben. A következő évben Scott "Buck" Turgidson tábornokot játszotta Stanley Kubrick pacifista kicsengésű háborús szatírájában, amelynek címe: Dr. Strangelove, avagy rájöttem, hogy nem kell félni a bombától, meg is lehet szeretni. A film Scott kedvencei közé tartozott, és azt nyilatkozta, bűnnek érezte, hogy ezért még fizetést is kell kapnia, hiszen remekül szórakozott az abszurd humorú történeten. Stanley Kubrick filmjében Peter Sellers volt Scott partnere. A sárga Rolls-Royce (1965) című romantikus kalandfilm után megint egy komédia következett, az El a kezekkel a feleségemtől! (1966), ami azonban kevésbé fontos állomás a színész pályáján. Ezután feltűnt A Biblia című monumentális történelmi film Ábrahám-szerepében, majd a Petúlia (1968) című filmdráma következett a Doktor Zsivágóból (1965) ismert Julie Christie partnereként. Néhány tévés szerepléssel töltött év következett mindaddig, amíg el nem játszotta azt a szerepet, amellyel élete végéig azonosították: George S. Patton tábornokot a A tábornok című, monumentális ívű életrajzi alkotásban. A moziban a mindössze 43. életévét taposó színész őszre festett hajjal és utálkozó arckifejezéssel mintázta meg a hatvanéves tábornokot, aki ugyan kiugró tehetség, de makacs természete és harcias vakmerősége miatt nemcsak a nácikkal, de környezetével és barátaival is állandóan hadban áll. A film monumentális portré az amerikai hadsereg egyik legnagyobb tábornokáról, akinek ténykedését észak-afrikai hadműveleteitől egészen visszavonulásáig nyomon követhetjük. Scott Karl Malden partnereként utánozhatatlanul formálta meg a különc tábornokot, és teljesítményéért újabb Oscar-jelölést gyűjtött be, az Amerikai Filmakadémia ezúttal bizalmat is szavazott a színésznek, aki azonban nem vette át a díjat, mert nem érezte úgy, hogy bármely színésszel is versenyezne (egy díjért).  Franklin J. Schaffner filmjét emellett még számos kategóriában díjazták.

### Scott tevékenysége a hetvenes-nyolcvanas években
George C. Scott, aki A tábornok című nagyszabású életrajzi film főszerepéért Oscar-díjat kapott, a hetvenes és nyolcvanas években is kiváló alakításokkal örvendeztette meg a világ moziközönségét. Rögtön a Patton után leforgatta Az utolsó megbízatást (1971), amelyben egy volt "menekülőautó" sofőrjét játssza, aki utolsó munkájaként egy megszökött bűnözőt szállít Spanyolországból a francia határig a maffiának.
Ezután neurotikus és életidegen karakterek következtek: A kórház (1971) című szatírában Scott idegei felmondják a szolgálatot, a saját rendezésű Düh-ben (1972) pedig ideggázzal fertőzött, a fia halálért bosszút álló, megszállott apát játszott. Szerepelt A delfin napja (1974) című krimiben, német tisztet alakított a Hindenburg (1975) című katasztrófafilmben, de a kis költségvetésű produkciókra is figyelmet szentelt, mint amilyen A Szépség és a Szörnyeteg (1976) volt. A Szigetek az áramlatban kedvéért ismét együtt dolgozott Franklin J. Schafner rendezővel. A Hemingway egyik utolsó regényén alapuló családi drámában Scott a magányos írót, Thomas Hudsont alakította, aki végül feladva tétlen életét, a második világháború poklában elindul megkeresni tőle távol felcseperedő fiait. Az elcserélt gyermek című 1980-as misztikus thrillerben egy családját elvesztett apát játszott, akinek házában szellemek tanyáznak. A képlet című műben (1980) Scott együtt játszott Marlon Brandóval, Marthe Kellerrel és John Gielguddal, majd az új nemzedéket, Tom Cruise-t, Sean Penn-t képezte ki a Takarodóban  (1981), amely az amerikai kadétok becsületéről és lojalitásáról szólt. Scott figyelme ezután Charles Dickens világa felé fordult: előbb a Twist Olivér (1982) Faginját, majd a Karácsonyi ének (1984) Scrooge-át játszotta el emlékezetesen. A Tűzgyújtóbanban (1984) egy titkos állami kutatóintézet kegyetlen bérgyilkosaként próbálja likvidálni a különös képességei miatt veszélyes Drew Barrymore-t. A Patton utolsó napjaiban (1986) másodszor is megformálta a nyakas tábornokot, ezúttal azonban a történelmi személyiség rejtélyes balesetéről és haláláról forgatott filmet. Bár a következő években sem volt hiány jelentős alakításaiból, ezután jobbára tévéfilmekre, kisebb epizódszerepekre szerződött.

### A legdühösebb esküdt

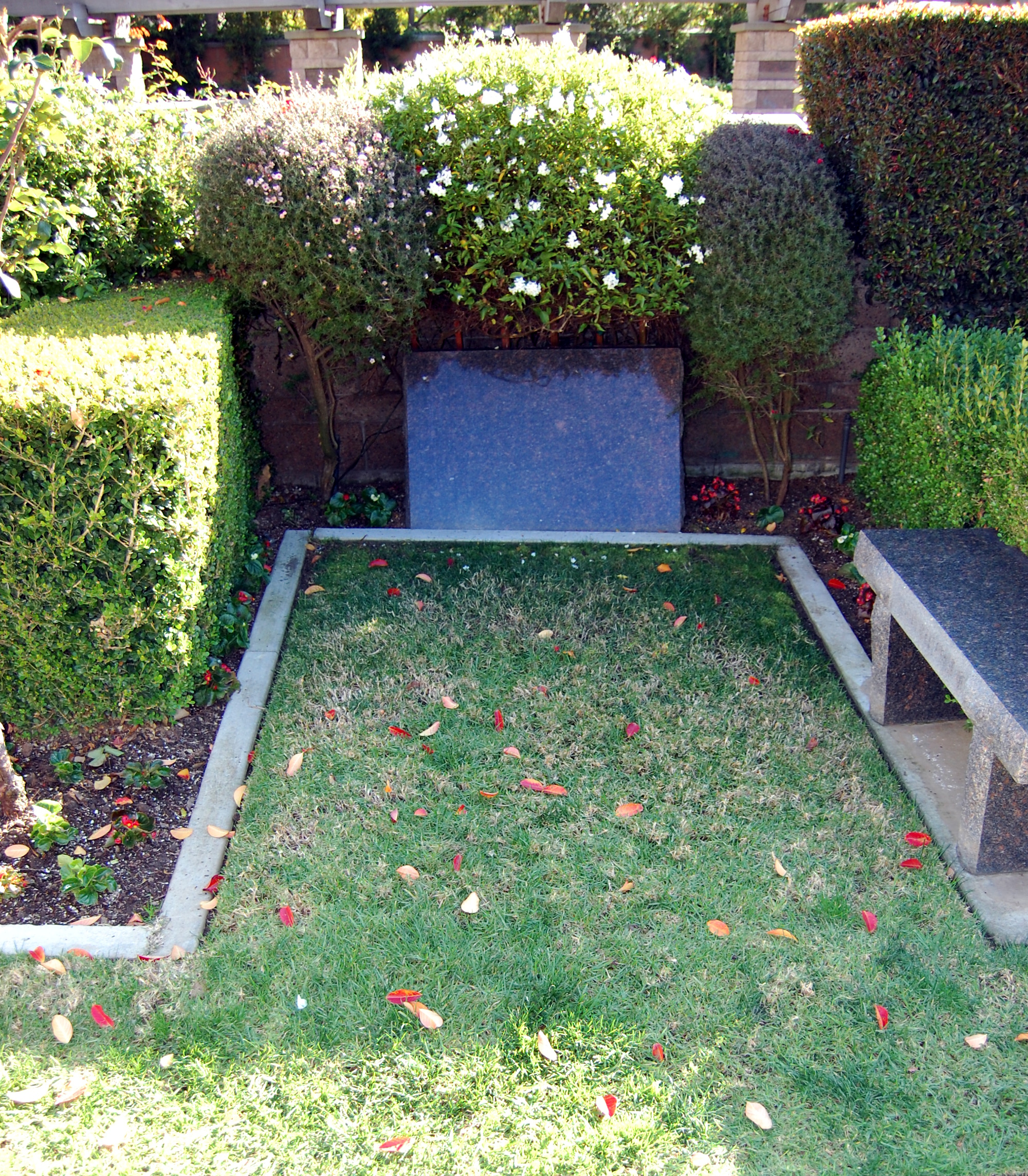
George C. Scott sírja

A 90-es évek is mozgalmasan teltek: Az Ördögűző 3. (1990) c. filmben megörökölte Lee J. Cobbtól Kindermann felügyelő szerepét, a Tizenkét dühös emberben (1997) pedig a harmadik esküdt karakterét. Az Ördögűző trilógia befejező darabja ugyan a kritikusok és a nézők egybehangzó véleménye szerint nem képviselt igazi minőséget, Scott alakítása változatlanul remek volt. Játszott kevésbé ismert tévéfilmekben is, mint az Úton hazafelé (1991) vagy a Bosszúálló angyal (1992), de szerepelt a Bűvölet (1993) c. thriller villanásnyi epizódjában is Bill Pullman, Alec Baldwin és Nicole Kidman oldalán. Az Acélökölben (1995) Mike Tyson mentorát és edzőjét alakította, majd a Titanic katasztrófájának kevésbé ismert feldolgozásában Smith kapitányt formálta meg (Titanic, 1996).
A már említett Tizenkét dühös emberben – amelyért több kitüntetésben is részesült – éles vonásokkal rajzolta meg az előítéletekkel teli átlagember természetrajzát 11 másik ismert színész – köztük Jack Lemmon, Armin Mueller-Stahl, James Gandolfini és William Petersen – partnereként.

### Az utolsó megbízatás
Scott élete vége felé egyre apróbb szerepeket vállalt. A Tizenkét dühös ember után még elvállalt egy tévéfilmet: Segíts, nagypapa! (1997), és szerepelt John Cassavetes Gloria (1999) című filmjének újrafeldolgozásában Sharon Stone partnereként, majd következett utolsó filmje, a Majomper (1999) ismét Jack Lemmon társaságában. Scott a klerikális erkölcsöt körömszakadtáig védelmező közvádló szerepében, utolsó alakításával is nyomot hagyott maga után. Scott az 1980-as évek idején szívrohamot kapott. 1999. szeptember 22-én halt meg, 71 évesen. Halálát, a hasán megrepedve, aorta aneurizma okozta.[pontosabban?] Halála után többen méltatták, többek között Jack Lemmon, és Tony Randall, aki az amerikai történelem legnagyobb színészének nevezte Scottot.
Egy jelöletlen sírba temették el, a Los Angelesi Westwood Village Memorial Park temetőjébe.

## Művészete, színészi karaktere
George C. Scott elsősorban agresszív figurákat formált meg. Legnagyobb sikerrel a belső indulataikat kontrollálni képtelen, sokszor különc karaktereket alakította (A tábornok, Tizenkét dühös ember), vagy a magukba zárkózó, érzékeny személyiségeket, akik szinte képtelenek kommunikálni a külvilággal (Szigetek az áramlatban, Az utolsó megbízatás). Visszatérő szerepköre volt még a katonatiszt (A tábornok, Dr. Strangelove, Hindenburg, Egy gyilkosság anatómiája), a rendőr (A Morgue utcai gyilkosság, Ördögűző 3.), de a művészi érzékenységű jellemeket is képes volt életre kelteni (Az elcserélt gyerek, Szigetek az áramlatban). Művészete nem egyszerűsíthető tehát le a goromba, olykor neurotikus alakok szintjére, hiszen számos komikus, vagy épp drámai alakítása lóg ki ebből a sorból, mindamellett film- és színházi színészként a drámairodalom számtalan hősét játszotta szép sikerrel.

## Érdekességek
- 6 gyereke van. Lányai: Michelle, Victoria, és Devon. Fiai Matthew, Alexander, valamint Campbell Scott színész.
- Campbell Scott anyja Colleen Dewhurst színésznő.
- Ő volt az első színész, aki visszautasította az Oscar-díjat: 1970-ben a A tábornok címszerepéért. A következő Marlon Brando volt, aki A Keresztapa címszerepéért utasította vissza a kitüntetést 1972-ben. Scott elmondása szerint azért nem jelent meg az ünnepélyen, mert fontosabbnak tartott egy hokimeccset.
- A U.S. Marines tagja volt (1945-49).
- Híres volt heves természetéről, és arról, hogy agresszivitásával rendszeresen megrémítette – sőt, állítólag rendszeresen pofozta is – színésztársait.
- Több szerepet örökölt Lee J. Cobb amerikai színésztől: az Ördögűző 3. c. filmben Kinderman hadnagy, a Tizenkét dühös emberben a harmadik esküdt szerepét. Ugyanakkor érdekesség, hogy szintén mindketten eljátszották Willy Loman szerepét Az ügynök halála c. színdarabban.

## Filmográfia

### Film
| Év   | Magyar cím                     | Eredeti cím                       | Szerep                              | Magyar hang       |
| ---- | ------------------------------ | --------------------------------- | ----------------------------------- | ----------------- |
| 1956 | Valaki odafönt                 | Somebody Up There Likes Me        | rab (stáblistán nem szerepel)       |                   |
| 1959 | Az akasztófa                   | The Hanging Tree                  | George Grubb                        | Dörner György     |
| 1959 | Az akasztófa                   | The Hanging Tree                  | George Grubb                        | Végh Péter        |
| 1959 | Egy gyilkosság anatómiája      | Anatomy of a Murder Claude Dancer | Claude Dancer ügyész                | Blaskó Péter      |
| 1961 | A svindler                     | The Hustler                       | Bert Gordon                         | Sebestyén András  |
| 1963 | Adrian Messenger listája       | The List of Adrian Messenger      | Anthony Gethyrn                     | Kautzky Armand    |
| 1964 | Dr. Strangelove                | Dr. Strangelove                   | Buck Turgidson tábornok             | Kránitz Lajos     |
| 1964 | Dr. Strangelove                | Dr. Strangelove                   | Buck Turgidson tábornok             | Csankó Zoltán     |
| 1964 | Dr. Strangelove                | Dr. Strangelove                   | Buck Turgidson tábornok             | Csuja Imre        |
| 1964 | A sárga Rolls-Royce            | The Yellow Rolls-Royce            | Paolo Maltese                       | Barbinek Péter    |
| 1966 | A Biblia                       | The Bible: In the Beginning...    | Ábrahám                             | Kárpáti Tibor     |
| 1966 | El a kezekkel a feleségemtől!  | Not with My Wife, You Don't!      | Tank Martin                         | Rajhona Ádám      |
| 1967 |                                | The Flim-Flam Man                 | Mordecai Jones                      |                   |
| 1968 | Petulia                        | Petulia                           | Archie Bollen                       | Bitskey Tibor     |
| 1969 |                                | This Savage Land                  | Jud Barker                          |                   |
| 1970 | A tábornok                     | Patton                            | George S. Patton Jr. tábornok       | Rajhona Ádám      |
| 1971 | A detektív és a doktor         | They Might Be Giants              | Justin Playfair / "Sherlock Holmes" | Barbinek Péter    |
| 1971 | Az utolsó megbízatás           | The Last Run                      | Harry Garmes                        | Hegedűs D. Géza   |
| 1971 | A kórház                       | The Hospital                      | Herbert Bock                        | Barbinek Péter    |
| 1972 | Nagyvárosi légió               | The New Centurions                | Andy Kilvinski                      |                   |
| 1972 | Düh                            | Rage                              | Dan Logan                           | Kristóf Tibor     |
| 1972 | Düh                            | Rage                              | Dan Logan                           | Reviczky Gábor    |
| 1973 | Oklahoma olaja                 | Oklahoma Crude                    | Noble 'Mase' Mason                  | Szabó Gyula       |
| 1973 | A delfin napja                 | The Day of the Dolphin            | Jake Terrell                        | Szilágyi Tibor    |
| 1974 | Bankrablás                     | Bank Shot                         | Walter Upjohn Ballentine            | Gelley Kornél     |
| 1974 | Bankrablás                     | Bank Shot                         | Walter Upjohn Ballentine            | Barbinek Péter    |
| 1974 |                                | The Savage Is Loose               | John                                |                   |
| 1975 | Hindenburg                     | The Hindenburg                    | Franz Ritter ezredes                | Barbinek Péter    |
| 1977 | Szigetek az áramlatban         | Islands in the Stream             | Thomas Hudson                       | Kristóf Tibor     |
| 1977 | Koldus és királyfi             | The Prince and the Pauper         | Ruffler                             | Agárdy Gábor      |
| 1977 | Koldus és királyfi             | The Prince and the Pauper         | Ruffler                             | Szersén Gyula     |
| 1978 | A papa mozija                  | Movie Movie                       | "Gloves" Malloy / "Spats" Baxter    | Fülöp Zsigmond    |
| 1979 | Kőkemény pornóvilág            | Hardcore                          | Jake VanDorn                        | Besenczi Árpád    |
| 1980 | Az elcserélt gyermek           | The Changeling                    | John Russell                        | Reviczky Gábor    |
| 1980 | A képlet                       | The Formula                       | Barney Caine hadnagy                | Makay Sándor      |
| 1981 | Takarodó                       | Taps                              | Harlan Bache tábornok               | Avar István       |
| 1984 | Tűzgyújtó                      | Firestarter                       | John Rainbird                       | Gruber Hugó       |
| 1984 | Tűzgyújtó                      | Firestarter                       | John Rainbird                       | Dobos Imre        |
| 1990 | Ördögűző 3.                    | The Exorcist III                  | William F. Kinderman hadnagy        | Makay Sándor      |
| 1990 | Ördögűző 3.                    | The Exorcist III                  | William F. Kinderman hadnagy        | Barbinek Péter    |
| 1990 | Mentőcsapat a kenguruk földjén | The Rescuers Down Under           | Percival McLeach (hangja)           | Sinkovits Imre    |
| 1993 | Bűvölet                        | Malice                            | Dr. Martin Kessler                  | Uri István        |
| 1995 | Kerek világ                    | Angus                             | Ivan nagypapa                       | Makay Sándor      |
| 1999 | Glória                         | Gloria                            | Ruby                                | Dobránszky Zoltán |

### Televízió

#### Tévéfilm
| Év   | Magyar cím                              | Eredeti cím                      | Szerep                                    | Magyar hang      |
| ---- | --------------------------------------- | -------------------------------- | ----------------------------------------- | ---------------- |
| 1959 |                                         | Winterset                        | Trock Estrella                            |                  |
| 1961 |                                         | The Power and the Glory          | rendőrhadnagy                             |                  |
| 1967 |                                         | The Crucible                     | John Proctor                              |                  |
| 1969 |                                         | This Savage Land                 | Jud Barker                                |                  |
| 1969 |                                         | Mirror, Mirror Off the Wall      | Max Maxwell / N.Y. Rome                   |                  |
| 1970 | Jane Eyre                               | Jane Eyre                        | Edward Rochester                          |                  |
| 1975 |                                         | Fear on Trial                    | Louis Nizer                               |                  |
| 1976 | A szépség és a szörnyeteg               | Beauty and the Beast             | A Szörnyeteg                              | Vass Gábor       |
| 1982 | Twist Olivér                            | Oliver Twist                     | Fagin                                     | Sinkó László     |
| 1983 |                                         | China Rose                       | Burton Allen                              |                  |
| 1984 | Karácsonyi ének                         | A Christmas Carol                | Ebenezer Scrooge                          |                  |
| 1986 | Válaszút                                | Choices                          | Evan Granger                              | Kránitz Lajos    |
| 1986 | Patton utolsó napjai                    | The Last Days of Patton          | George S. Patton Jr. tábornok             | Mádi Szabó Gábor |
| 1986 | A Morgue utcai gyilkosság               | The Murders in the Rue Morgue    | C. Auguste Dupin                          | Kránitz Lajos    |
| 1987 | Haverok                                 | Pals                             | Jack H. Stobbs / John Livingston Spangler |                  |
| 1990 |                                         | Cartoon All-Stars to the Rescue  | Smoke (hangja)                            |                  |
| 1990 | Régi bűnök, újvilág (Bosszúálló angyal) | Descending Angel                 | Florian Stroia                            | Makay Sándor     |
| 1991 | Úton hazafelé                           | Finding the Way Home             | Max Mittelmann                            | Gruber Hugó      |
| 1993 | Veszélyes vizeken                       | Curaçao                          | Cornelius Wettering                       | Simon György     |
| 1994 | A bűnbak                                | Prince Brat and the Whipping Boy | Blind George                              |                  |
| 1995 | Acélököl – Tyson                        | Tyson                            | Constantine "Cus" D’Amato                 | Gruber Hugó      |
| 1997 | Segíts, nagypapa!                       | Country Justice                  | Clayton Hayes                             | Makay Sándor     |
| 1997 | Tizenkét dühös ember                    | 12 Angry Men                     | Harmadik esküdt                           | Rajhona Ádám     |
| 1997 | Tizenkét dühös ember                    | 12 Angry Men                     | Harmadik esküdt                           | Kertész Péter    |
| 1999 | Rocky Marciano                          | Rocky Marciano                   | Pierino Marchegiano                       |                  |
| 1999 | Majomper                                | Inherit the Wind                 | Matthew Harrison Brady                    | Rajhona Ádám     |

## Fontosabb díjak, kitüntetések
- Oscar-díj
  - 1971 díj: legjobb férfi főszereplő (A tábornok)
- Emmy-díj
  - 1998 díj: legjobb férfi mellékszereplő minisorozatban vagy filmben (Tizenkét dühös ember)
- Genie-díj
  - 1980 díj: legjobb színész (Az elcserélt gyermek)
- A Fantafestival díja
  - 1982 díj: legjobb színész (Az elcserélt gyermek)
- Golden Globe-díj
  - 1998 díj: legjobb férfi mellékszereplő sorozatban, minisorozatban, vagy tv-filmben (Tizenkét dühös ember)
  - 1971 díj: legjobb férfi főszereplő (dráma) (A tábornok)